# Aulacodes mediofascialis
Aulacodes mediofascialis là một loài bướm đêm trong họ Crambidae.